# 돌피 (배우)
돌피(영어: Dolphy, 1928년 7월 25일 ~ 2012년 7월 10일)는 필리핀의 배우, 코미디언이다.

## 텔레비전
- 마알라알라 모 카야
- 마이 부카스 파

## 영화
- 마르코바: 남자 위안부